# زاك كلوف
زاك كلوف (بالإنجليزية: Zach Clough) (8 مارس 1995 في المملكة المتحدة - ) هو لاعب كرة قدم بريطاني في مركز الهجوم. لعب مع بولتون واندررز.

## وصلات خارجية
- زاك كلوف على موقع قاعدة بيانات كرة القدم.إي يو (الإنجليزية)
- زاك كلوف على موقع بيانات كرة القدم. دي إي (الألمانية)
- زاك كلوف على موقع Soccerbase.com (لاعب) (الإنجليزية)
- زاك كلوف على موقع Soccerway.com (الإنجليزية)
- زاك كلوف على موقع عالم كرة القدم.نت (الإنجليزية)